# Перихан-ханым
Перихан-ханым (азерб. Pərixan xanım; 3 августа 1548, Казвин, Империя Сефевидов — 12 февраля 1578, Казвин, Империя Сефевидов) — принцесса Империи Сефевидов, вторая дочь шахиншаха Тахмаспа I из династии Сефевидов, политический деятель и организатор нескольких дворцовых переворотов, наиба, одна из наиболее влиятельных женщин в истории Персии. По линии своей матери являлась племянницей Чопана I Тарковского из кумыкской монархической династии Шамхалов — правителя Шамхальства Тарковского и валия Дагестана, приходилась двоюродной сестрой Султан-Муту и его братьям. По отцовской линии являлась прямым потомком Андроника I — последнего византийского императора из династии Комнинов, а также прямым потомком пророка Мухаммеда.

## Биография
Парихан-ханым родилась в Ахаре в 3 августа 1548 года в семье шаха Тахмасиба I и Султанага-ханым из династии Шамхалов. 
В 1557 году она была помолвлена со своим двоюродным братом и губернатором Систана Бади аз-Заманом. Но она так и не поехала из Казвина к нему в резиденцию. В начале своей жизни Парихан-ханым проявляла живой интерес к изучению основных наук своего времени, а также к исламскому праву, юриспруденции и поэзии — всем этим она владела и что, по мнению сефевидских историков, делало её «отличной от женщин». Парихан-ханым обладала интеллектом, интуицией и проницательностью, которые в конечном итоге привлекли внимание Тахмасиба и усилили его привязанность, а также вызвали уважение со стороны знаменитостей. Любовь и восхищение Тахмасиба своей любимой дочерью стали настолько выраженными, что, несмотря на присутствие нескольких способных принцев, он искал её благословения и совета во всех решениях, касающихся вопросов «мелких или важных, домашних или финансовых». Участие Перихан-ханым в делах Сефевидского государство началось в последние годы правления Тахмасиба. Разочаровавшись в бюрократической жизни, её отец предоставил ей власть и правовой статус, которые послужили основой для её последующего прихода к власти. Перихан-ханым фактически правила страной в последние годы правления своего отца. Учёные-современники написали множество трактатов как в её честь, так и во имя неё. Она читала эти трактаты и награждала их авторов. Перихан-ханым также писала стихи и покровительствовала поэтам, поощряя и бросая им вызов. Например, однажды она выбрала восемьдесят строк из сборника известного поэта Джами и отправила их в ответ Мохташаму Кашани, придворному поэту. Сборник стихов Мохташама Кашани, по сути, содержит по крайней мере пять стихов, восхваляющих Перихан-ханым, — гораздо больше, чем было написано для других царских деятелей, даже шаха Тахмасиба. Она убедила своего отца брать на себя многочисленные благотворительные дела и благородные начинания. Она стала благодетельницей бедных и нуждающихся, «отшельников и странников». Всё это укрепило высокое уважение и уважение Тахмасиба к ней и дало Перихан-ханым легитимность, необходимую ей для осуществления исключительных полномочий и власти, обретённых после смерти её отца.
Во время междоусобиц в Сефевидском государстве после смерти Тахмасиба I между Исмаилом II и Гейдар Мирзой, Перихан-ханым поддержала Исмаила. В ночь на 14 мая 1576 года состояние Тахмасиба ухудшилось. По некоторым сведениям, Гейдар Мирза, которого мать и стремление убедили претендовать на наследство после смерти отца, остался у кровати Тахмасиба, где присутствовала и Перихан-ханым. Когда Тахмасиб скончался, его тело всё ещё находилось во дворце, и лишь немногие знали, что он мёртв, начали разворачиваться заговоры о престолонаследии. Когда Гейдар Мирза начал готовиться к престолонаследию, Перихан-ханым и её окружение забеспокоилось о возвращении Исмаила II в столицу. Помня о власти Перихан-ханым при дворе и её склонности к преемственности Исмаила, Гейдар, как сообщается, использовал тактику угроз, чтобы расположить к себе свою сестру. Однако, по словам Искандер-бека Мюнши, Перихан-ханым мастерски и драматично уговорила Гейдара Мирзу, сказав: «Женщины — глупые создания. Если я по своей глупости и недальновидности совершил какой-либо проступок, я прошу прощения и пощажу свою жизнь. В таком случае я буду следовать путём послушания вам и ни на волосок не отклонюсь от курса поведения, который угоден вашему высочеству». Затем, согласно сообщениям, Перихан-ханым поцеловала ноги своего брата. Она повернулась к присутствовавшей матери Гейдара Мирзы и сказала: «Будь моим свидетелем, что никто не взял верх над мной в формальном акте целования ног царя и поздравления его с восшествием на престол». Из отчаяния или из доверия, ослабевший Гейдар Мирза повернулся к сестре и сказал: «Я всегда любил тебя. Сделай своего брата Сулеймана Мирзу и брата вашей матери, Шамхал султана, моими союзниками, и я буду любить вас тебя ещё больше, чем при жизни нашего отца». Затем Перихан-ханым попросила у него разрешения покинуть двор, чтобы она могла вернуть своих последователей в рамках подготовки к коронации Гейдара. Перихан-ханым поспешно покинула дворец только для того, чтобы вручить ключи от него своему дяде Шамхал-хану и остальным сторонникам Исмаила Мирзы. Вскоре группа противников Гейдара ворвалась во дворец в поисках злополучного принца. По совету матери и других советников Гейдар Мирза укрылся в гареме. Намереваясь ускользнуть из дворца среди группы женщин, он облачился в женскую одежду. Но сторонники Исмаила Мирзы узнали его, и молодой принц был убит на месте. Сразу же после убийства Гейдара Мирзы, в крепость Кахкаха был отправлен посланник, чтобы сопроводить Исмаила Мирзу в столицу.
Поездка Исмаила из Кахкахи в столицу заняла около двадцати дней. Всё ещё помня о возможном заговоре с целью убийства и не доверяя своим сторонникам, Исмаил несколько раз менял свой маршрут. Тем временем в столице начался первый период царствования Перихан-ханым. В этот период именно она ведала делами двора и государства. Каждый день после утренней молитвы кызылбашские лидеры отправлялись в её резиденцию для аудиенции. Несмотря на волнения в столице в течение всего междуцарствия, Перихан-ханым оставалась у власти, а знатные лица продолжали получать от неё приказы и доводить до её сведения неотложные административные и финансовые проблемы. Никто не осмеливался нарушать её порядок. Исмаил наконец добрался до Казвина, после чего разбил лагерь за пределами города. В течение нескольких недель он ждал совета астролога относительно наиболее благоприятного времени для въезда в столицу для своей коронации. Между тем сефевидская знать продолжала свою ежедневную аудиенцию у Перихан-ханым, после чего они посещали Исмаила. Исмаил был недоволен поведением знати и беспокоился о вмешательстве своей сестры в дела государства. Возглавил сановников и потребовал, чтобы они прекратили свою практику, предупредив их: «Разве вы не понимаете, друзья мои, что вмешательство женщин в государственные дела унижает честь правителя». После этого инцидента власть и влияние Перихан-ханым временно ослабли, а её официальные связи с двором были разорваны. За исключением резиденции шахской гвардии, никто из лиц связанных со двором официальных визитов ей не наносил.
Исмаил II не только не проявлял никакой благодарности к своей сестре, но и полностью изолировал её. Согласно Мюнши, одной из причин обиды Исмаила на свою сестру было то, что после убийства Гейдара Мирзы, когда в течение нескольких дней в столицу не поступали новости об Исмаиле, Перихан-ханым сообщала знати о вероятности того, что Исмаил был убит в Кахкахе его врагами. Она предложила посадить на трон Сефевидов другого принца, Махмуда Мирзу. После своего возвращения в Казвин Исмаил узнал об этом и заподозрил свою сестру. Таким образом, по случаю возвращения Исмаила, когда она и другие принцессы отправились засвидетельствовать своё почтение шаху, которому вскоре предстояло короноваться, Перихан-ханым не удостоилась ошеломляющей демонстрации шахской благосклонности, на которую она рассчитывала. Исмаил приказал убить Сулеймана Мирзу, родного брата Перихан-ханым, на том основании, что принц стал агрессивным из-за отчужденности Исмаила по отношению к их сестре. Несмотря на его обиду и враждебные действия по отношению к ней Исмаил не убил свою сестру. В основном из-за натянутых отношений между братьями и сёстрами историки определили Перихан-ханым как вдохновителя, либо как крупного участника заговора с убийством Исмаила II. Однако неясно, был ли Исмаил убит или просто умер от передозировки опиума. Искандер-бек Мюнши пишет: «Врачи обнаружили в теле шаха признаки отравления. У людей были разные версии его убийства: одна заключалась в том, что шах отверг Перихан-ханым, и поэтому последняя вступила в сговор со служанками гарема, чтобы добавить яд в лекарственную смесь». Сообщается, что Исмаил провёл последний день своей жизни со своим товарищем Хасан-беком Халвачи и остался на ночь в резиденции Хасан-бека. На следующее утро, 25 ноября 1577 года, когда дверь их спальни оставалась закрытой до позднего утра, слухи распространились по всему двору. В очередной раз были вызваны Перихан-ханым и другие знатные люди. По приказу Перихан-ханым двери были взломаны, и мёртвое тело шаха было найдено рядом с телом Хасан-бека. Опасаясь, что известие о смерти Исмаила вызовет волнения в столице, дворец был закрыт до тех пор, пока не было принято решение о престолонаследии.
Согласно некоторым сообщениям, после смерти Исмаила группа знатных людей подошла к Перихан-ханым и попросила её сменить брата. Она отказалась, заявив, что в присутствии её старшего брата Мухаммеда Мирзы она не может приветствовать такое предложение. Ещё одно предложение поступило от Вали султана, губернатора Шираза, который поддержал воцарение Шуджаддина, малолетнего сына Исмаила II, с Перихан-ханым в качестве его регента. Но собрание сановников не одобрило это предложение посадить женщину на трон Сефевидов. Следовательно, был согласован мирный переход власти к Мухаммеду Худабенде. После встречи всех фракций эмиры встали и отправились в личные покои Перихан-ханым, чтобы попросить её совета и сообщить ей о том, что произошло. Перихан-ханым считала себя правительницей. Она согласилась с тем, что, когда шах Мухаммед Мирза прибудет из Шираза, он станет титулярным правителем, но реальная власть будет находиться в её руках. Единственным изъяном в расчётах Перихан-ханым было то, что она либо не предвидела, либо предпочла недооценить силу на стороне нового шаха: будущую шахиню Махди Улью. Как любимая жена Худабенде, она была ещё одной искусной и могущественной женщиной, известной как «архитектор и организатор государственных дел». Шах не принимал решений без её совета.
С отправлением послов для информирования Мухаммеда Худабенде о событиях в столице начался второй период правления Перихан-ханым. Во второй раз менее чем за два года она приняла на себя руководство делами Сефевидского государства. Она издала приказ, в котором говорилось, что «все эмиры и знать, томящиеся в тюрьмах и застенках в качестве политических заключенных — либо потому, что они поддерживали дело султана Гейдара Мирзы, либо по какой-либо другой причине — должны быть освобождены». Она также отдала приказ знати, прося их оставаться в столице и ждать прибытия её брата. Среди тех, кто не подчинился, был Мирза Салман, известный как ответственный за враждебность Исмаила II к Перихан-ханым. Он прибыл в Шираз, чтобы предупредить нового шаха и его жену о деятельности честолюбивой принцессы в столице. Мюнши пишет: «Мирза Салман дал ясно понять Шаху и Махди Улье, что, пока Перихан-ханым будет владычицей во дворце и контролировать дела государства, шах не будет иметь ничего, кроме титула правителя, а его жена не будет допущена в гарем». Недовольный принцессой, новый шах и его жена стали открыто выражать свое неодобрение вмешательству Перихан-ханым. Как только известия о порицании шаха Перихан-ханым и её сторонников достигли столицы, между двумя силами завязалась борьба за власть. Некоторые из знати бросили вызов приказу принцессы и покинули столицу, чтобы присоединиться к свите нового шаха. В какой-то момент Мухаммед Худабенде отправил стражу для наблюдения за государственной казной, находившейся в ведении Перихан-ханым. Это было попыткой столкновения между сторонниками принцессы и шахскими посланниками. Шах вознегодовал на свою дерзкую сестру ещё больше, чем когда-либо. Между тем, всё больше беспокоясь о её безопасности, сторонники Перихан-ханым выставили у её резиденции дополнительную охрану. После месячной подготовки шах и его свита двинулись в сторону столицы. По дороге до него дошёл слух, что Перихан-ханым и её дядя Шамхал-хан взбунтовались и укрывают в её доме вооруженных людей. Когда шах, наконец, прибыл за пределы столицы, Перихан-ханым в сопровождении большого числа своих сторонников встретила его. Указывая на инцидент во время визита, Искандер-бек Мюнши пишет: «Я слышал от некоторых присутствовавших евнухов, что Махди Улья из вежливости поцеловала руку Перихан-ханым, но та, по своей гордыне и глупости, не выказала в ответ большого внимания к ней».
К тому времени, однако, Мухаммед Худабенде и его супруга договорились о заговоре, чтобы покончить с юной принцессой и её верным дядей. 12 февраля 1578 года новый шах вошёл во дворец и взошёл на трон Сефевидов. По этому случаю собрались все принцессы и знать, в том числе и Перихан-ханым. Без ведома Перихан-ханым шах ранее вызвал Халил-хана Афшара, бывшего опекуна принцессы, чтобы помешать её возвращению в свою резиденцию после коронации. Когда празднества подошли к концу, носильщики Перихан-ханым взяли королевские носилки и направилась к её дому, но последователи Халил-хана заставили их изменить направление. Когда завязалась потасовка, Халил-хан дал понять слугам, что только выполняет приказ шаха. Мюнши пишет: «Перихан-ханым, которую бросали туда и обратно, пока две группы боролись за контроль над носилкой, поняла, что произошло, и смирилась со своей судьбой, какой бы неожиданной она ни была». Перихан-ханым была доставлена в дом Халил-хана и задушена там. Одновременно были убиты её верный дядя, Шамхал-хан, и сын Исмаила II, Шуджаддин. За убийство сефевидской принцессы Халил-хан был вознаграждён её имуществом и богатством. На момент ее смерти Перихан-ханым было всего 29 лет.